# Mars 7
Mars 7 (tiếng Nga: Марс-7), còn được gọi là 3MP No.51P là một phi thuyền của Liên Xô được phóng lên để khám phá sao Hỏa. Là phi thuyền bus 3MP được đưa ra như là một phần của chương trình sao Hỏa, nó bao gồm một tàu đổ bộ, và một giai đoạn nghiên cứu mặt ngoài với các công cụ nghiên cứu sao Hỏa khi nó bay qua. Do trục trặc, tàu vũ trụ không thể thực hiện một lực đẩy cần thiết để chuyển hướng đi vào bầu khí quyển sao Hỏa, đi trượt qua hành tinh này và trở thành một vệ tinh trong quỹ đạo quay quanh Mặt Trời.

## Tàu vũ trụ
Tàu vũ trụ Mars 7 mang theo một loạt các công cụ để nghiên cứu sao Hỏa. Thiết bị hạ cánh được trang bị một nhiệt kế và phong vũ biểu để xác định các đặc điểm bề mặt, một máy đo tốc độ và đài phát thanh để hạ cánh, và các công cụ phân tích vật liệu bề mặt bao gồm quang phổ khối. Giai đoạn nghiên cứu, hoặc giai đoạn bus, mang theo một từ kế, bẫy plasma, tia vũ trụ và máy dò vi thiên thạch, và một công cụ để nghiên cứu các dòng proton và electron từ Mặt Trời.
Được xây dựng bởi Lavochkin, Mars 7 là tàu vũ trụ 3MP đầu tiên được phóng lên sao Hỏa vào năm 1973, trước đó là Mars 6. Hai tàu vũ trụ quỹ đạo, Mars 4 và Mars 5, được phóng lên trước đó trong cửa sổ phóng tàu lên sao Hỏa năm 1973 và dự kiến sẽ chuyển tiếp dữ liệu cho hai tàu hạ cánh. Tuy nhiên, Mars 4 không thể đi vào quỹ đạo, và Mars 5 bị hỏng sau một vài ngày trên quỹ đạo.